# Каза Петра (Кјети)
Каза Петра (итал. Casa Petra) је насеље у Италији у округу Кјети, региону Абруцо.
Према процени из 2011. у насељу је живело 49 становника. Насеље се налази на надморској висини од 380 м.